# Гаррі Дехейвер
Гаррі Дехейвер (нід. Harry Decheiver, нар. 8 березня 1970, Девентер) — нідерландський футболіст, що грав на позиції нападника за низку нідерландських та декілька німецьких команд.

## Ігрова кар'єра
У дорослому футболі дебютував 1986 року виступами за команду клубу «Гоу Егед Іглз», в якій провів чотири сезони, взявши участь у 82 матчах чемпіонату.  Більшість часу, проведеного у складі «Гоу Егед Іглз», був основним гравцем атакувальної ланки команди.
Згодом з 1990 по 1994 рік грав у складі «Геренвена» і «Валвейка», після чого на деякий час повернувся до «Гоу Егед Іглз».
1996 року став гравцем німецького «Фрайбурга», після чого 1997 року повернувся на батьківщину, ставши гравцем «Утрехта».
Того ж 1997 року приєднався до дортмундської «Боруссії». Спочатку став гравцем основного складу нової команди, зокрема взяв участь у виграному матчі за Міжконтинентальний кубок з футболу 1997 та в обох матчах програного Суперкубка УЄФА 1997. Утім надалі отримував дедалі менше ігрового часу і 1999 року вирішив завершити ігрову кар'єру.

## Титули і досягнення
- Володар Міжконтинентального кубка (1):

«Боруссія» (Дортмунд): 1997